# Arion vejdowskyi
Arion vejdowskyi is een slakkensoort uit de familie van de Arionidae. De wetenschappelijke naam van de soort is voor het eerst geldig gepubliceerd in 1893 door Babor & Kostal.